# Luigi Grazioli
Luigi Grazioli (Brescia, 28 dicembre 1889 – Brescia, 20 gennaio 1917) è stato un calciatore italiano, di ruolo centrocampista.

## Carriera
Cresciuto nel Brescia, ha esordito nel campionato di Promozione lombarda il 9 marzo 1913 nella partita contro l'Unitas Milano, vinta 2-1. Dopo tre stagioni nelle rondinelle partecipò alla prima guerra mondiale che gli fu fatale, poiché perse la vita per una malattia grave contratta al fronte.